# Fernando José de França Dias Van-Dúnem
Fernando José de França Dias Van-Dúnem (Luanda, 24 de agosto de 1934-Lisboa, 12 de junio de 2024) fue un político angoleño miembro del Movimiento Popular de Liberación de Angola (MPLA). Fue en dos ocasiones primer ministro de Angola (1991-1992) y (1996-1999). Fue además el primer vicepresidente del Parlamento Panafricano.

## Carrera política
De 1985 a 1986 fue ministro-diputado de Relaciones Exteriores, y de 1986 a 1990 fue ministro de Justicia. El año siguiente ocupó la cantera de Planeamiento, para pasar a ocupar el cargo de primer ministro del 19 de julio de 1991 al 2 de diciembre de 1992, siendo sucedido por Marcolino Moco.
Después sirvió como presidente de la Asamblea Nacional de Angola de 1992 a 1996. Ocupó por segunda vez el puesto de primer ministro del 3 de junio de 1996 hasta el 29 de enero de 1999. Tras él el puesto quedó vacante hasta 2002.
En 2008 fue el candidato setenta y uno de la lista nacional del MPLA para las elecciones parlamentarias de septiembre. Van-Dúem logró salir elegido, a la vez que el MPLA consiguió una amplia mayoría.